# Инклюзивный капитализм
Инклюзивный капитализм — теоретическая концепция и политическое движение, направленные на создание более справедливой и равноправной системы распределения ценностей в экономике и решения проблем растущего неравенства в доходах и благосостоянии.
11 ноября 2019 Папа Франциск встретился с Советом по инклюзивному капитализму: этот орган был создан после проходившего три года назад в Риме и Ватикане Fortune-Time Global Forum, на котором предприниматели обсуждали экономические модели, позволяющие каждому человеку иметь доступ к ресурсам и реализовать собственный потенциал. В декабре 2020 года под эгидой крупнейших в мире инвестиционных компаний и бизнес-лидеров транснациональных компаний, именуемых «Стражи Совета по инклюзивному капитализму» с активами порядка 10,5 трлн долларов и Ватикана, был создан Совет по инклюзивному капитализму с Ватиканом. В 2016 году, выступая на проходящей в Нью-Йорке конференции по инклюзивному капитализму, глава МВФ Кристин Лагард подчеркнула важное значение бизнеса в поддержке инклюзивной экономики, как составляющей и инклюзивного общества в целом.

## История возникновения
Идеи социально ориентированной формы капитализма, в которой целью является улучшение общества, а не только сосредоточение внимания на накоплении капитала, периодически возникали практически с самого основания капиталистической системы. Тем не менее, употребление самого термина «Инклюзивный капитализм» приписывается индийскому экономисту, профессору корпоративной стратегии и международного бизнеса в Мичиганском университете Прахаладу, Коимбатуру Кришнарао (тамильское имя без фамилии), впервые употребившему его в 2005 году в своей книге «Удача на дне пирамиды», задавая вопрос в предисловии книги: — «Почему мы не можем создать инклюзивный капитализм?»

## Современная трактовка
По утверждению профессора Роберта Эшфорда концепция инклюзивного капитализма уходит корнями в постулаты бинарной экономики. Трактуя цели инклюзивного капитализма как борьбу с неравенством в доходах и сокращение бедности, компания Salesforce создала модель 1-1-1, что означает, по предложению её основателя Марка Бениоффа, возвращение сообществу 1 % времени, продукта и прибыли от каждой компании. В целях продвижения этой модели компания Salesforce в сотрудничестве с компаниями Atlassian и Rally for impact учредила движение Pledge 1 %, к которому стали присоединяться другие компании.

## Внедрение
В 2012 году Общество Генри Джексона создало рабочую группу для проекта «Инициатива инклюзивного капитализма», с привлечением в нее в качестве сопредседателя Линн де Ротшильд, управляющую компанией EL Rothschild, с целью подготовки предложений по смягчению последствий финансового кризиса 2007—2009 годов. В мае 2014 года Линн де Ротшильд организовала конференцию по инклюзивному капитализму, которая была проведена в Лондоне при участии 250 корпоративных и финансовых лидеров, контролирующих около трети мировых инвестиционных активов, а так же главы МВФ Кристин Лагард, его Королевского Высочества принца Чарльза, бывшего президента США Билла Клинтона, лорда-мэра Лондона Фионе Вульфа. В феврале 2021 года Фонд Рокфеллера совместно с Фондом Форда объявили о запуске концепции Коалиции за инклюзивный капитал — «Новый договор между бизнесом, правительством и американскими рабочими».

## Принципы и Цели
Сторонники инклюзивного капитализма утверждают, что традиционная капиталистическая система не смогла обеспечить справедливый доступ к экономическим ресурсам. Движение предлагает ряд реформ, направленных на создание более справедливой и устойчивой капиталистической системы:
Повышение минимальных заработных плат.
Инвестиции в образование и подготовку.
Упрощенный доступ к кредитам для семей и бизнесов с низким доходом.
Справедливое налогообложение (см. EquiTax).
Регулирование финансовых рынков

## Ожидаемые Преимущества
Сторонники инклюзивного капитализма считают, что эти реформы приведут к различным преимуществам:
Устойчивый экономический рост.
Снижение социального и экономического неравенства.
Большая социальная стабильность.
Более устойчивая среда.

## EquiTax
Это представляет собой налоговую систему, созданную для внедрения принципов справедливости и упрощения налогообложения. Его ключевая роль в плане налоговых реформ сосредоточена на нескольких ключевых аспектах:

##### 1. Полное Вычетание Любых Расходов
EquiTax позволяет полное вычетание всех понесенных расходов, включая инвестиции. Эта особенность позволяет гражданам вычитать все виды расходов из налогооблагаемого дохода, обеспечивая широкую гибкость и стимулируя инвестиции в стратегические секторы.

##### 2. Налоговая Справедливость с Равномерным Налогообложением
Система EquiTax реализует равномерное налогообложение для всех, с применением одного и того же процентного налога к налогооблагаемому доходу. Этот подход гарантирует, что каждый уровень дохода платит одинаковый процент налогов от суммы, подлежащей налогообложению, облегчая налоговую нагрузку для более слабых категорий, которые могут не платить налоги.

##### 3. Упрощение Фактурирования
EquiTax революционизирует процесс создания налоговых документов, связывая банковские операции с налоговой системой. Это автоматическое соединение позволяет мгновенно и автоматически генерировать налоговые документы, устраняя необходимость в сложных процедурах и существенно сокращая бюрократические бремена.

##### 4. Немедленное Налогообложение для Исходящего Капитала
Система EquiTax предусматривает немедленное налогообложение при выводе капитала из страны. Этот механизм направлен на регулирование и контроль финансовых потоков, стимулируя внутренние реинвестиции и поддерживая национальную экономику.

##### 5. Увеличение Капитала для Входящего Капитала
Параллельно с налогообложением для исходящего капитала, EquiTax увеличивает капитал на ту же процентную ставку, когда средства поступают в страну. Эта политика призвана стимулировать иностранные инвестиции, способствуя внутреннему экономическому росту и уменьшая загрязнение, связанное с транспортом, через поощрение инвестиций на местном уровне.

## Сторонники и противники
По мнению сторонников инклюзивного капитализма, его принципы направлены на противодействие неравенству и предоставление бедным слоям населения и среднему классу улучшенных экономических возможностей. По словам Президента инвестиционной компании PGIM (дочерней структуры компании Prudential Financial) наиболее успешными, в долгосрочной перспективе, являются компании практикующие инклюзивный капитализм. Профессор финансов из IMD Артуро Бриса утверждает, что идеи инклюзивного капитализма тесно пересекаются с принятыми ООН Целями устойчивого развития (ЦУР) и для создания более устойчивой экономической модели цели компаний не должны ограничиваться только поиском прибыли, но и повышением инвестиций в нематериальные активы.
Противники идеи инклюзивного капитализма обращают внимание общественности на то, что под лозунгом позитивных намерений происходит подмена понятий и настаивают на том, что капиталистическая система не способна осуществить цели заявленные в инклюзивном капитализме. С точки зрения д.э.н, профессора МГУ Е. Н. Ведуты, цели, заявленные в Манифесте Совета по инклюзивному капитализму, не могут быть выполнены в силу построения капиталистической системы на принципах свободного рынка, а требующийся для их выполнения переход на плановую экономику в сочетании с расширением социальной составляющей, заложенной в самой идее инклюзивного капитализма, приводит к социализму и их выполнение возможно в рамках иных моделей, построенных на противопоставлении капитализму. Редактор журнала Jacobin и автор книги «Новые пророки капитала» Николь Ашоф указывает на то, что цели инклюзивного капитализма могут улучшить жизнь только некоторых людей в краткосрочной перспективе, но они ничего не делают для решения общих системных проблем.